# La Haute-Beaume
 La Haute-Beaume  es una población y comuna francesa, situada en la región de Provenza-Alpes-Costa Azul, departamento de Altos Alpes, en el distrito de Gap y cantón de Aspres-sur-Buëch.

## Demografía
| 31 | 6 | 14 | 10 | 10 | 10 |
| Para los censos de 1962 a 1999 la población legal corresponde a la población sin duplicidades (Fuente: INSEE [Consultar]) |   |    |    |    |    |